# 오펠 오메가
오펠 오메가(Opel Omega)는 1986년부터 2003년까지 오펠에서 생산된 후륜구동 승용차이다.

## 1세대

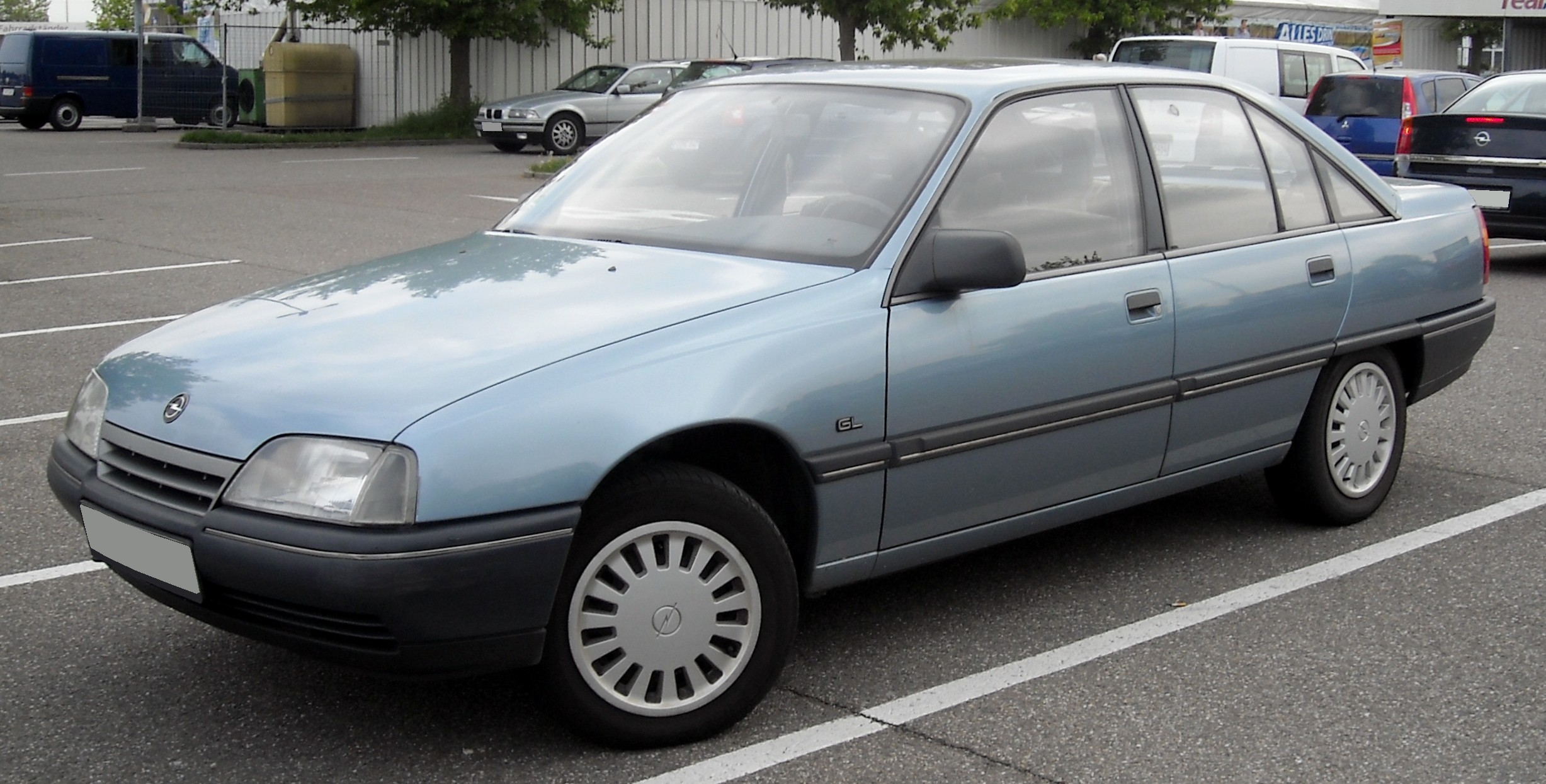
오펠 오메가(전기형) 정측면

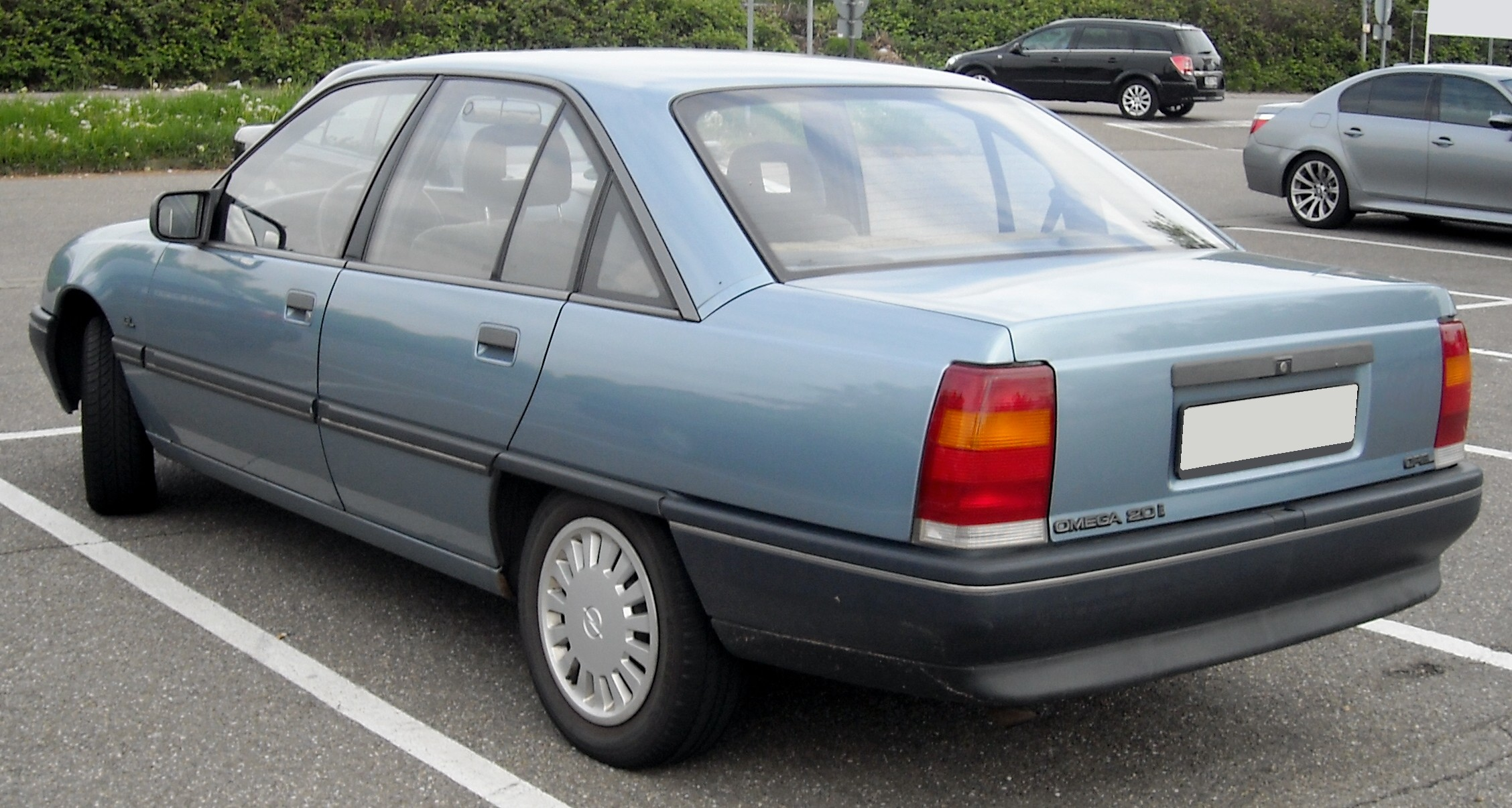
오펠 오메가(전기형) 후측면

1986년 9월에 출시되었다. 기존의 레코드를 대체한 오메가는 효율적인 연비를 위해 일반적인 드라이브의 관점에서 더욱 공기 역학적인 면에 중점을 두어 설계되었다. 1987년에 올해 유럽의 차에 선정되었다.

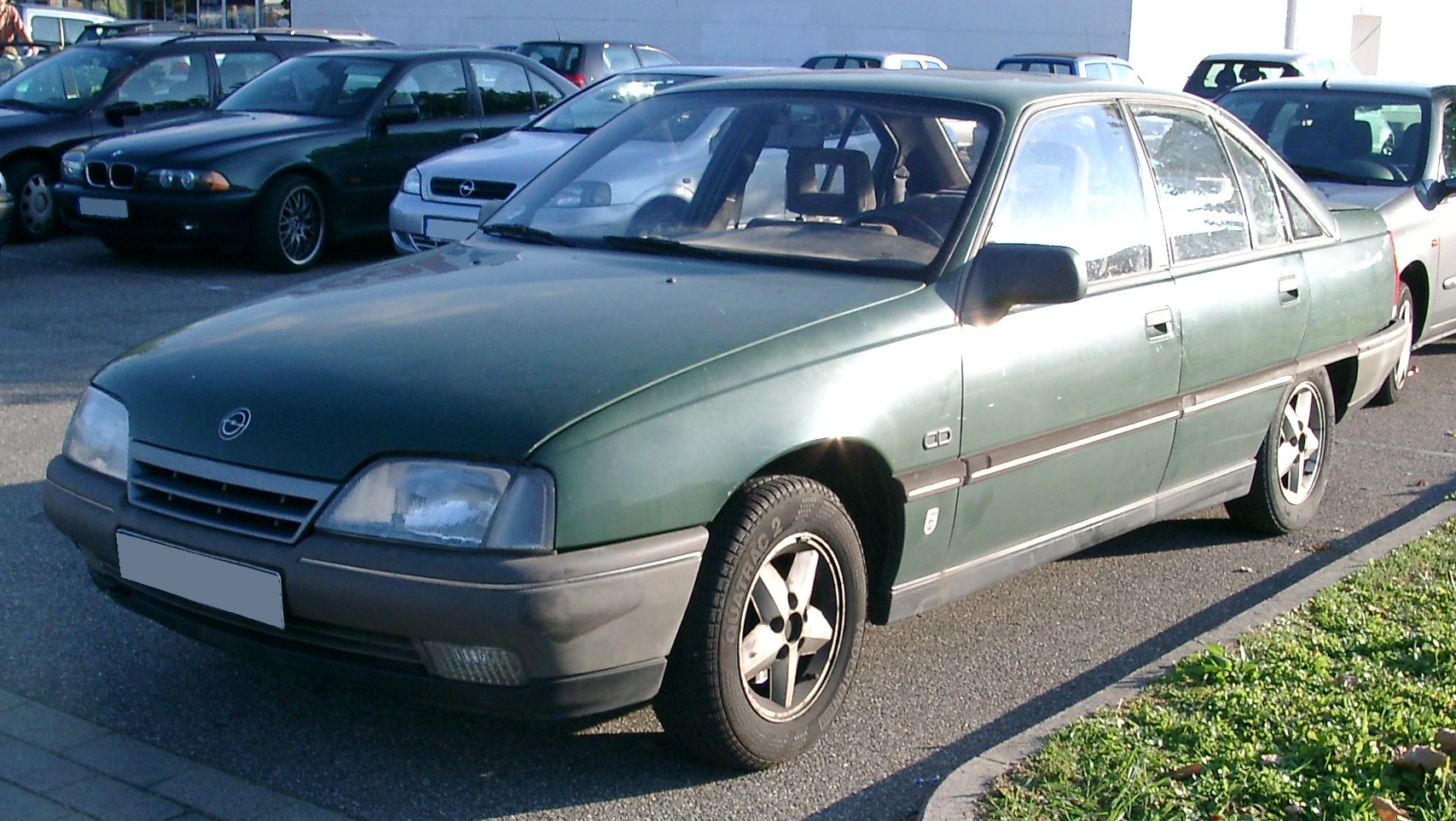
오펠 오메가(후기형) 정측면
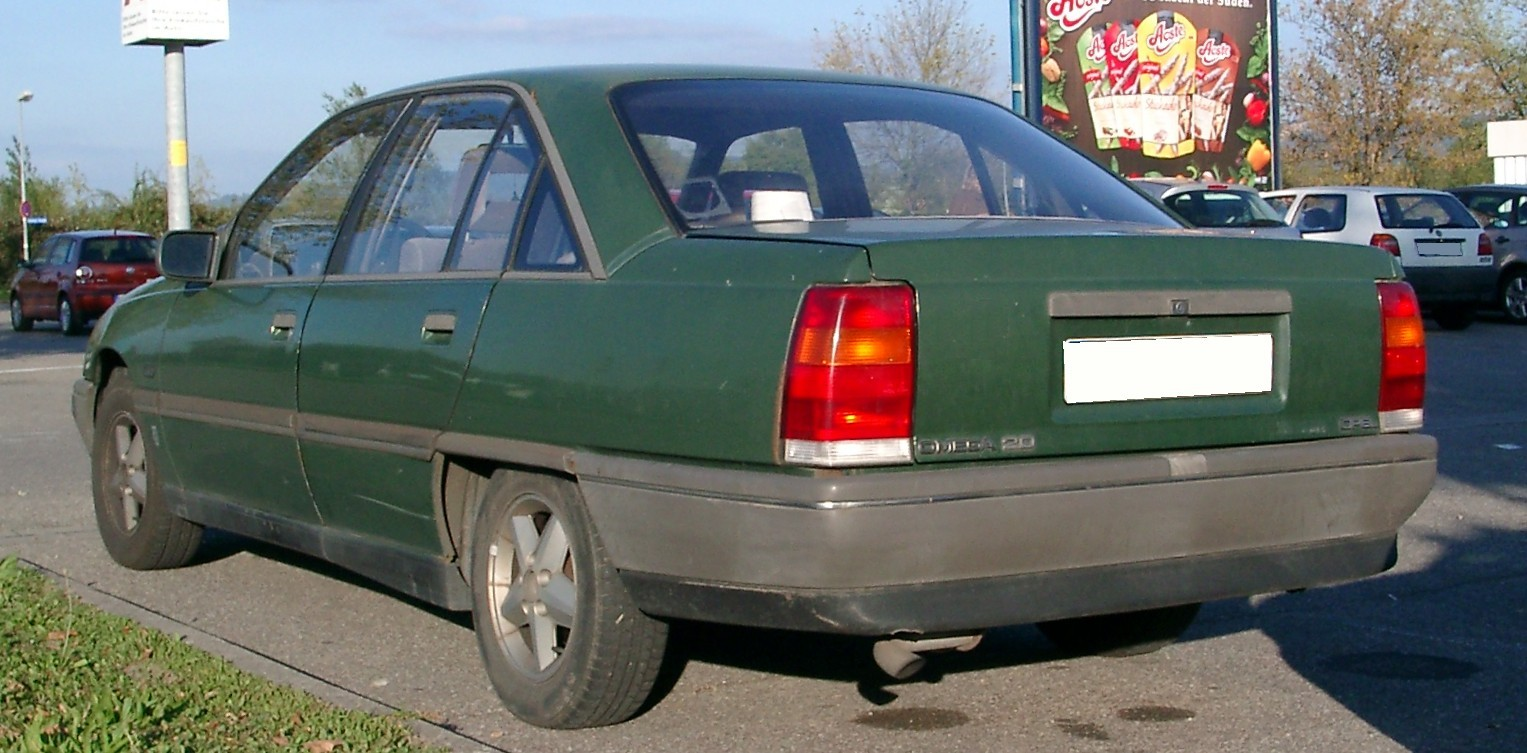
오펠 오메가(후기형) 후측면

## 2세대

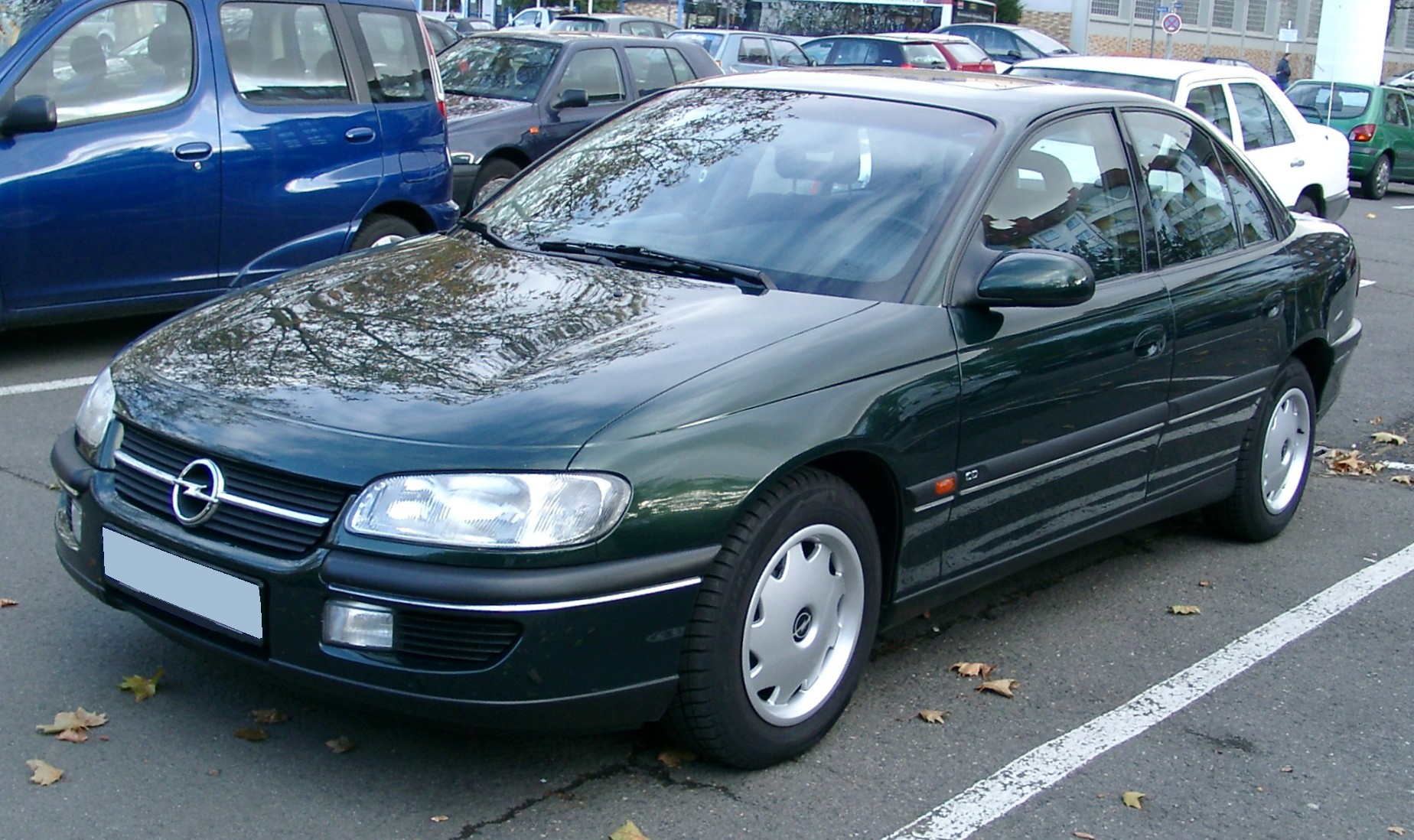
오펠 오메가(전기형) 정측면

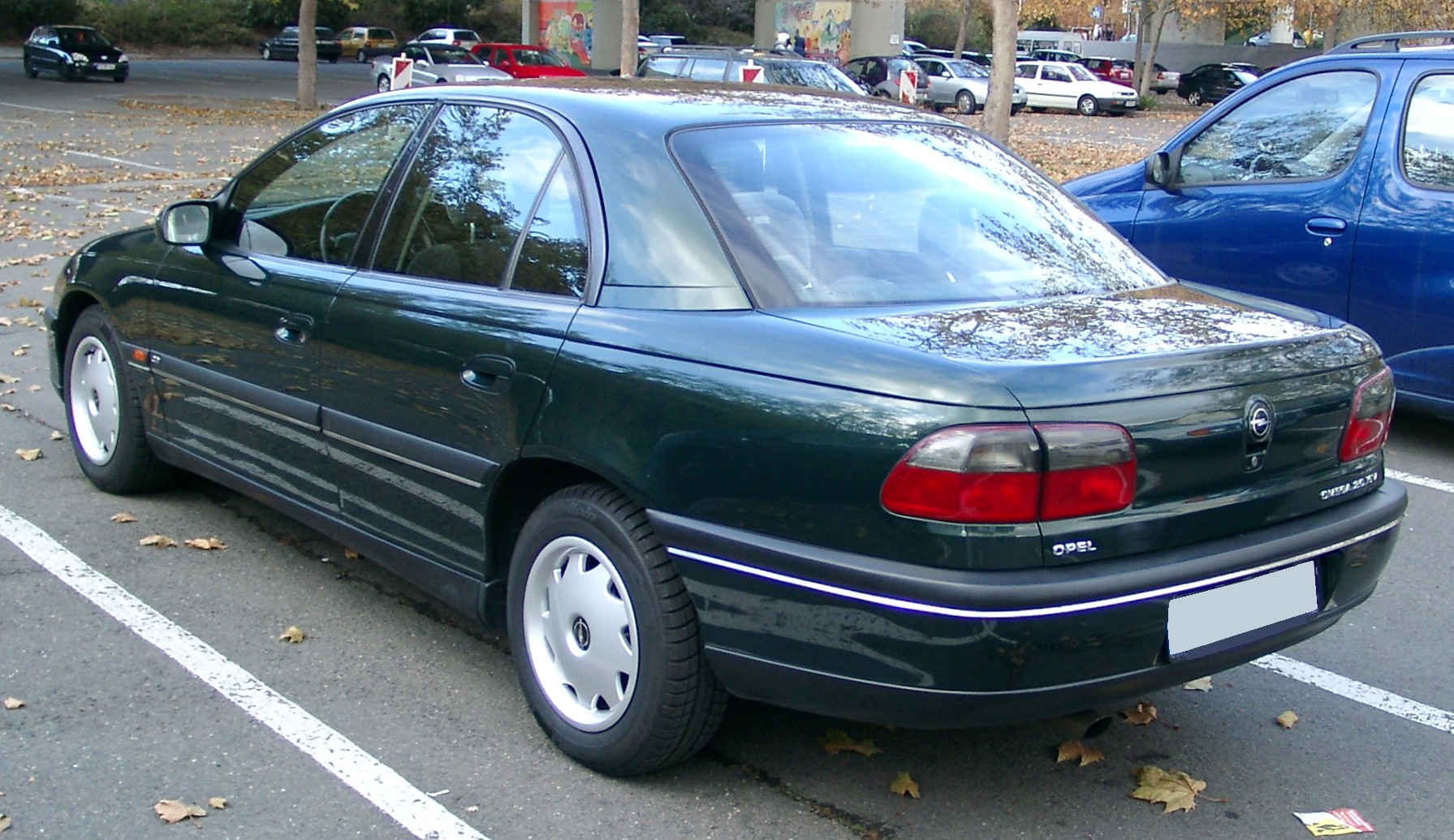
오펠 오메가(전기형) 후측면

1994년에 출시되었다. 현대적인 익스테리어 디자인을 갖췄으나, 플랫폼은 기존의 것을 그대로 적용하였다. 미국에서는 캐딜락 카테라로 판매되었다. 1999년에 페이스 리프트를 거쳤다. 판매 부진으로 인해 2003년에 벡트라에 통합되면서 단종되었다.

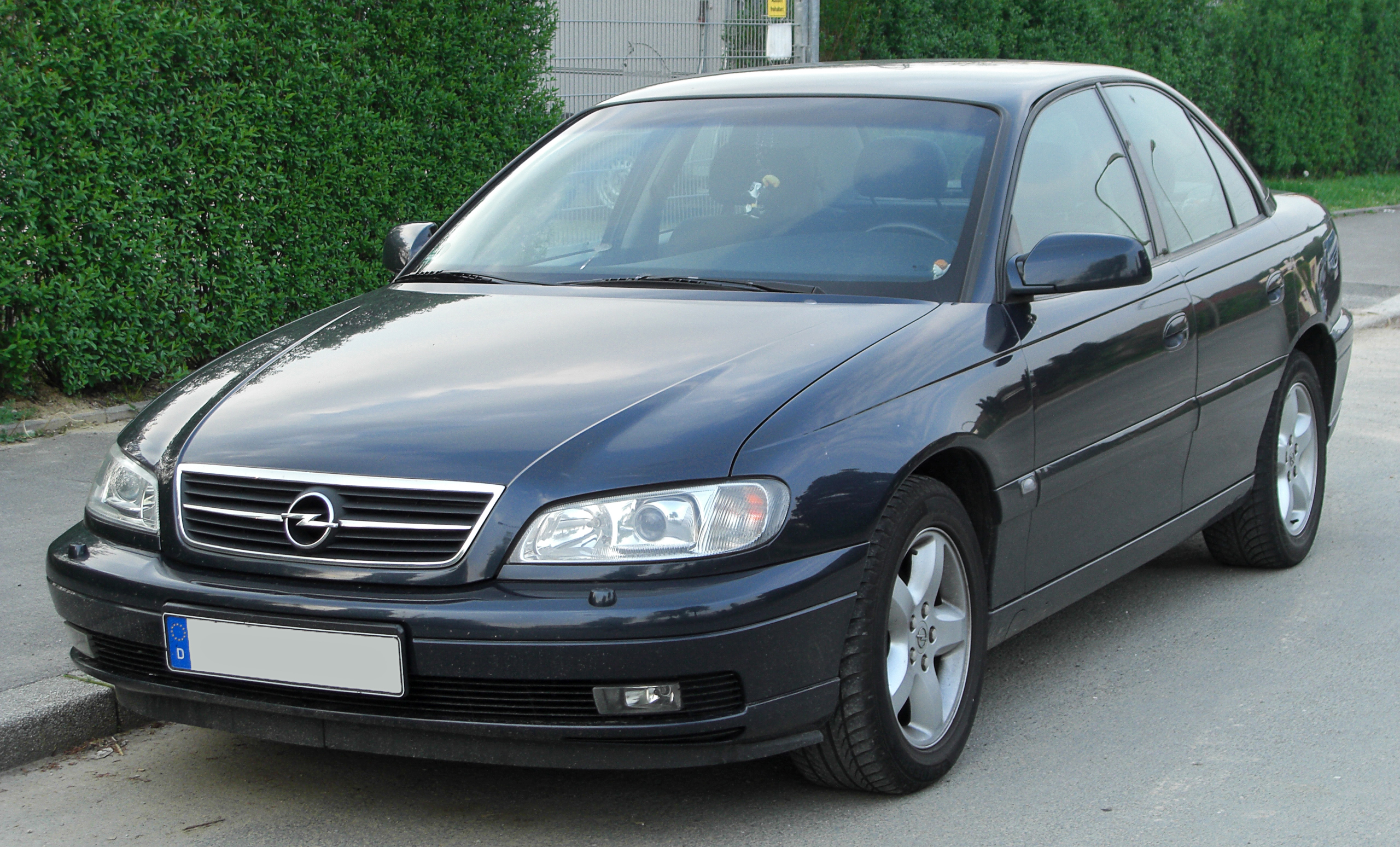
오펠 오메가(후기형) 정측면
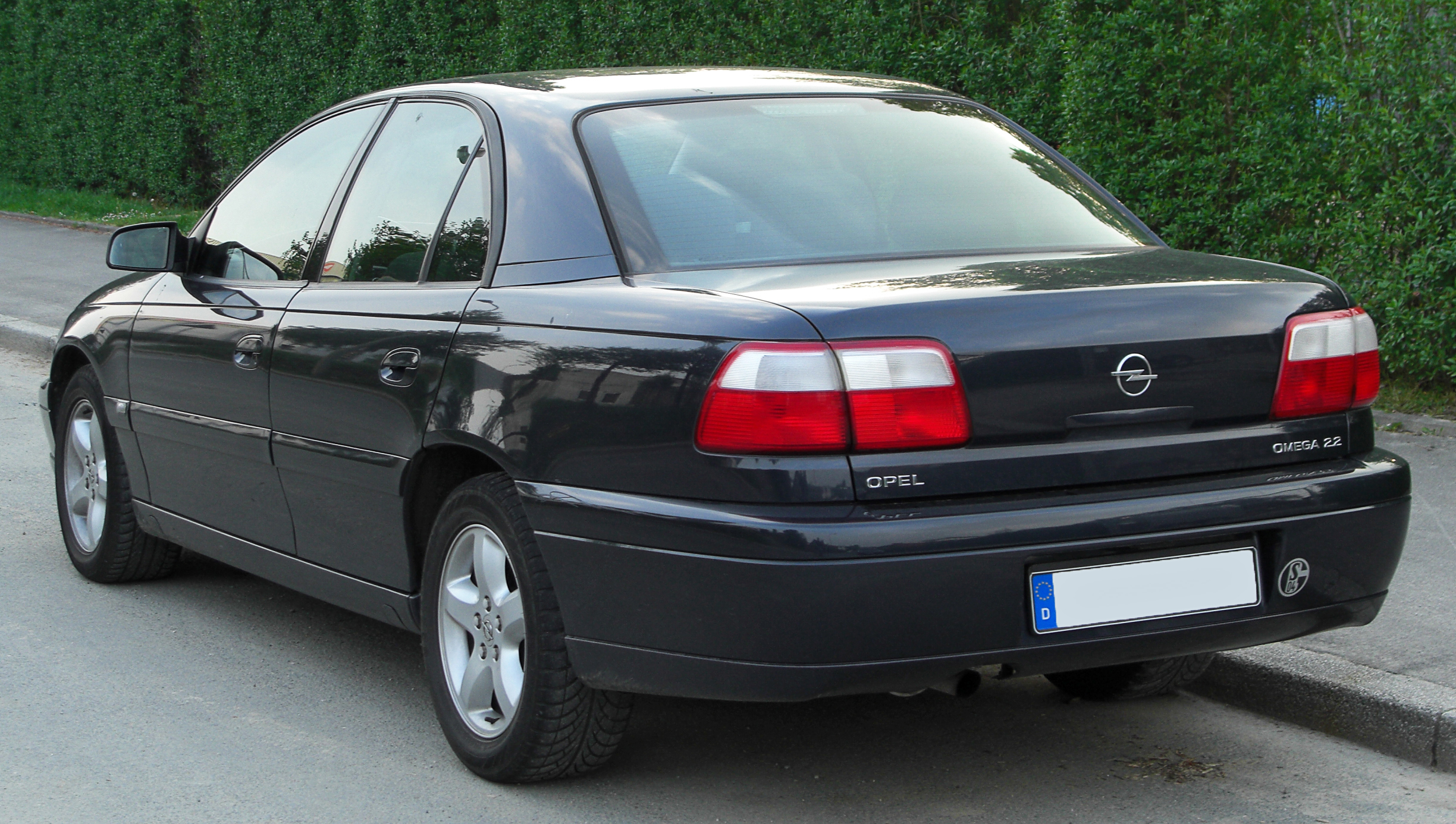
오펠 오메가(후기형) 후측면